# Skarptjärnen (Svartnäs socken, Dalarna)
Skarptjärnen är en sjö i Falu kommun i Dalarna och ingår i Gavleåns huvudavrinningsområde.